# SDPR
SDPR‏ (Caveolae associated protein 2) هوَ بروتين يُشَفر بواسطة جين SDPR في الإنسان.